# حسین بن عیاده
حسین بن عیاده (انگلیسی: Houcine Benayada؛ زادهٔ ۸ اوت ۱۹۹۲) بازیکن فوتبال اهل الجزایر است.
از باشگاه‌هایی که در آن بازی کرده‌است می‌توان به باشگاه فوتبال قسنطینه، باشگاه فوتبال اتحاد الجزایر، و فرانسه اشاره کرد.
وی همچنین در تیم ملی فوتبال الجزایر بازی کرده‌است.